# KHL Zagreb
KHL Zagreb (celým názvem: Klub hokeja na ledu Zagreb) je chorvatský klub ledního hokeje, který sídlí v Záhřebu. Založen byl v roce 1947. V jugoslávské éře klub získal jeden titul mistra nejvyšší soutěže, v chorvatské má dosud na kontě pět. Od osamostatnění Chorvatska v roce 1991 působí nepřetržitě v nejvyšší soutěži. Klubové barvy jsou červená, bílá a modrá.
Své domácí zápasy odehrává v hale Klizalište Velesajam s kapacitou 1 000 diváků.

## Získané trofeje
- Jugoslávský mistr v ledním hokeji (1×)
  - 1955/56
- Chorvatský mistr v ledním hokeji (6×)
  - 1991/92, 1992/93, 1993/94, 1995/96, 2018/19, 2022/23

## Přehled ligové účasti
Stručný přehled
Zdroj:
- 1947–1949: Jugoslávská liga ledního hokeje (1. ligová úroveň v Jugoslávii)
- 1950–1956: Jugoslávská liga ledního hokeje (1. ligová úroveň v Jugoslávii)
- 1957–1959: Jugoslávská liga ledního hokeje (1. ligová úroveň v Jugoslávii)
- 1960–1961: Jugoslávská liga ledního hokeje (1. ligová úroveň v Jugoslávii)
- 1991– : Prvenstvo Hrvatske u hokeju na ledu (1. ligová úroveň v Chorvatsku)
- 2002–2004: Panonská liga (mezinárodní soutěž)
- 2007–2009: Panonská liga (mezinárodní soutěž)
- 2015–2017: Slovenska hokejska liga (1. ligová úroveň ve Slovinsku)
- 2017– : International Hockey League (mezinárodní soutěž)

Jednotlivé ročníky
Zdroj:
Legenda: ZČ - základní část, červené podbarvení - sestup, zelené podbarvení - postup, fialové podbarvení - reorganizace, změna skupiny či soutěže
| Jugoslávie (1947 – 1991)                                              |                        |           |            |                                       |                       |
| Sezóny                                                                | Soutěž                 | Úroveň    | ZČ         | Play-off, nadstavba, sk. o udržení... | Poznámky              |
| 1947/48                                                               | 1. liga                | 1. úroveň | 5. místo   |                                       |                       |
| 1948/49                                                               | 1. liga                | 1. úroveň | 6. místo   |                                       |                       |
| V sezóně 1949/50 se jugoslávské mistrovství v ledním hokeji nekonalo. |                        |           |            |                                       |                       |
| 1950/51                                                               | 1. liga                | 1. úroveň | 4. místo   |                                       |                       |
| 1951/52                                                               | 1. liga                | 1. úroveň | 2. místo   |                                       |                       |
| 1952/53                                                               | 1. liga                | 1. úroveň | 2. místo   |                                       |                       |
| 1953/54                                                               | 1. liga                | 1. úroveň | 3. místo   |                                       |                       |
| 1954/55                                                               | 1. liga                | 1. úroveň | 2. místo   |                                       |                       |
| 1955/56                                                               | 1. liga                | 1. úroveň | 1. místo   |                                       | Reorganizace          |
| ...                                                                   |                        |           |            |                                       |                       |
| 1957/58                                                               | 1. liga                | 1. úroveň | 5. místo   |                                       |                       |
| 1958/59                                                               | 1. liga                | 1. úroveň | 6. místo   |                                       | Reorganizace          |
| ...                                                                   |                        |           |            |                                       |                       |
| 1960/61                                                               | 1. liga                | 1. úroveň | 6. místo   |                                       | Reorganizace          |
| ...                                                                   |                        |           |            |                                       |                       |
| Chorvatsko (1991 –)                                                   |                        |           |            |                                       |                       |
| Sezóny                                                                | Soutěž                 | Úroveň    | ZČ         | Play-off, nadstavba, sk. o udržení... | Poznámky              |
| 1991/92                                                               | Prvenstvo Hrvatske     | 1. úroveň | 1. místo   |                                       |                       |
| 1992/93                                                               | Prvenstvo Hrvatske     | 1. úroveň | 1. místo   | Vítěz                                 |                       |
| 1993/94                                                               | Prvenstvo Hrvatske     | 1. úroveň | 1. místo   | Vítěz                                 |                       |
| 1994/95                                                               | Prvenstvo Hrvatske     | 1. úroveň | 1. místo   | Finále                                |                       |
| 1995/96                                                               | Prvenstvo Hrvatske     | 1. úroveň | 2. místo   | Vítěz                                 |                       |
| 1996/97                                                               | Prvenstvo Hrvatske     | 1. úroveň | 2. místo   | Finále                                |                       |
| 1997/98                                                               | Prvenstvo Hrvatske     | 1. úroveň | 3. místo   | Zápas o 3. místo (výhra)              |                       |
| 1998/99                                                               | Prvenstvo Hrvatske     | 1. úroveň | 2. místo   | Finále                                |                       |
| 1999/00                                                               | Prvenstvo Hrvatske     | 1. úroveň | 2. místo   | Finále                                |                       |
| 2000/01                                                               | Prvenstvo Hrvatske     | 1. úroveň | 2. místo   | Finále                                |                       |
| 2001/02                                                               | Prvenstvo Hrvatske     | 1. úroveň | 2. místo   | Finále                                |                       |
| 2002/03                                                               | Prvenstvo Hrvatske     | 1. úroveň | 2. místo   | Finále                                |                       |
| 2003/04                                                               | Prvenstvo Hrvatske     | 1. úroveň | nehráno    | Finále                                |                       |
| 2004/05                                                               | Prvenstvo Hrvatske     | 1. úroveň | 2. místo   | Zápas o 3. místo (výhra)              |                       |
| 2005/06                                                               | Prvenstvo Hrvatske     | 1. úroveň | 3. místo   | Semifinále                            |                       |
| 2006/07                                                               | Prvenstvo Hrvatske     | 1. úroveň | 2. místo   | Finálová skupina (3. místo)           |                       |
| 2007/08                                                               | Prvenstvo Hrvatske     | 1. úroveň | 3. místo   | Semifinále                            |                       |
| 2008/09                                                               | Prvenstvo Hrvatske     | 1. úroveň | 3. místo   | Semifinále                            |                       |
| 2009/10                                                               | Prvenstvo Hrvatske     | 1. úroveň | 3. místo   | Zápas o 3. místo (výhra)              |                       |
| 2010/11                                                               | Prvenstvo Hrvatske     | 1. úroveň | 3. místo   | Semifinále                            |                       |
| 2011/12                                                               | Prvenstvo Hrvatske     | 1. úroveň | 3. místo   | Semifinále                            |                       |
| 2012/13                                                               | Prvenstvo Hrvatske     | 1. úroveň | 4. místo   | Semifinále                            |                       |
| 2013/14                                                               | Prvenstvo Hrvatske     | 1. úroveň | 2. místo   | Semifinále                            |                       |
| 2014/15                                                               | Prvenstvo Hrvatske     | 1. úroveň | 2. místo   | Semifinále                            |                       |
| 2015/16                                                               | Prvenstvo Hrvatske     | 1. úroveň | 2. místo   | Semifinále                            |                       |
| 2016/17                                                               | Prvenstvo Hrvatske     | 1. úroveň | 3. místo   | Semifinále                            |                       |
| 2017/18                                                               | Prvenstvo Hrvatske     | 1. úroveň | bez účasti | Finále                                |                       |
| 2018/19                                                               | Prvenstvo Hrvatske     | 1. úroveň | bez účasti | Vítěz                                 |                       |
| 2019/20                                                               | Prvenstvo Hrvatske     | 1. úroveň |            |                                       |                       |
| Slovinsko (2015 – 2017)                                               |                        |           |            |                                       |                       |
| Sezóny                                                                | Soutěž                 | Úroveň    | ZČ         | Play-off, nadstavba, sk. o udržení... | Poznámky              |
| 2015/16                                                               | Slovenska liga – sk. A | 1. úroveň | 6. místo   |                                       |                       |
| 2016/17                                                               | Slovenska liga         | 1. úroveň | 9. místo   |                                       | Odstoupení ze soutěže |
| Celoevropské soutěže                                                  |                        |           |            |                                       |                       |
| Sezóny                                                                | Soutěž                 | Úroveň    | ZČ         | Play-off, nadstavba, sk. o udržení... | Poznámky              |
| 2002/03                                                               | Panonská liga          | 1. úroveň | 3. místo   |                                       |                       |
| 2003/04                                                               | Panonská liga          | 1. úroveň | 2. místo   | Semifinále                            |                       |
| 2007/08                                                               | Panonská liga          | 1. úroveň | 6. místo   |                                       |                       |
| 2008/09                                                               | Panonská liga          | 1. úroveň | 6. místo   |                                       |                       |
| 2017/18                                                               | IHL                    | 1. úroveň | 5. místo   | Čtvrtfinále                           |                       |
| 2018/19                                                               | IHL                    | 1. úroveň | 3. místo   | Semifinále                            |                       |
| 2019/20                                                               | IHL                    | 1. úroveň |            |                                       |                       |

## Účast v mezinárodních pohárech
Zdroj:
Legenda: SP – Spenglerův pohár, EHP – Evropský hokejový pohár, EHL – Evropská hokejová liga, SSix – Super six, IIHFSup – IIHF Superpohár, VC – Victoria Cup, HLMI – Hokejová liga mistrů IIHF, ET – European Trophy, HLM – Hokejová liga mistrů, KP – Kontinentální pohár
- EHP 1992/1993 – Základní skupina B (3. místo)
- EHP 1993/1994 – Základní skupina C (4. místo)
- EHP 1994/1995 – Základní skupina D (3. místo)
- EHP 1996/1997 – Základní skupina B (3. místo)
- KP 1999/2000 – Předkolo, sk. C (4. místo)
- KP 2001/2002 – Předkolo, sk. D (4. místo)
- KP 2002/2003 – Předkolo, sk. A (3. místo)
- KP 2003/2004 – 1. kolo, sk. F (4. místo; diskvalifikován)